# Евреи Словении

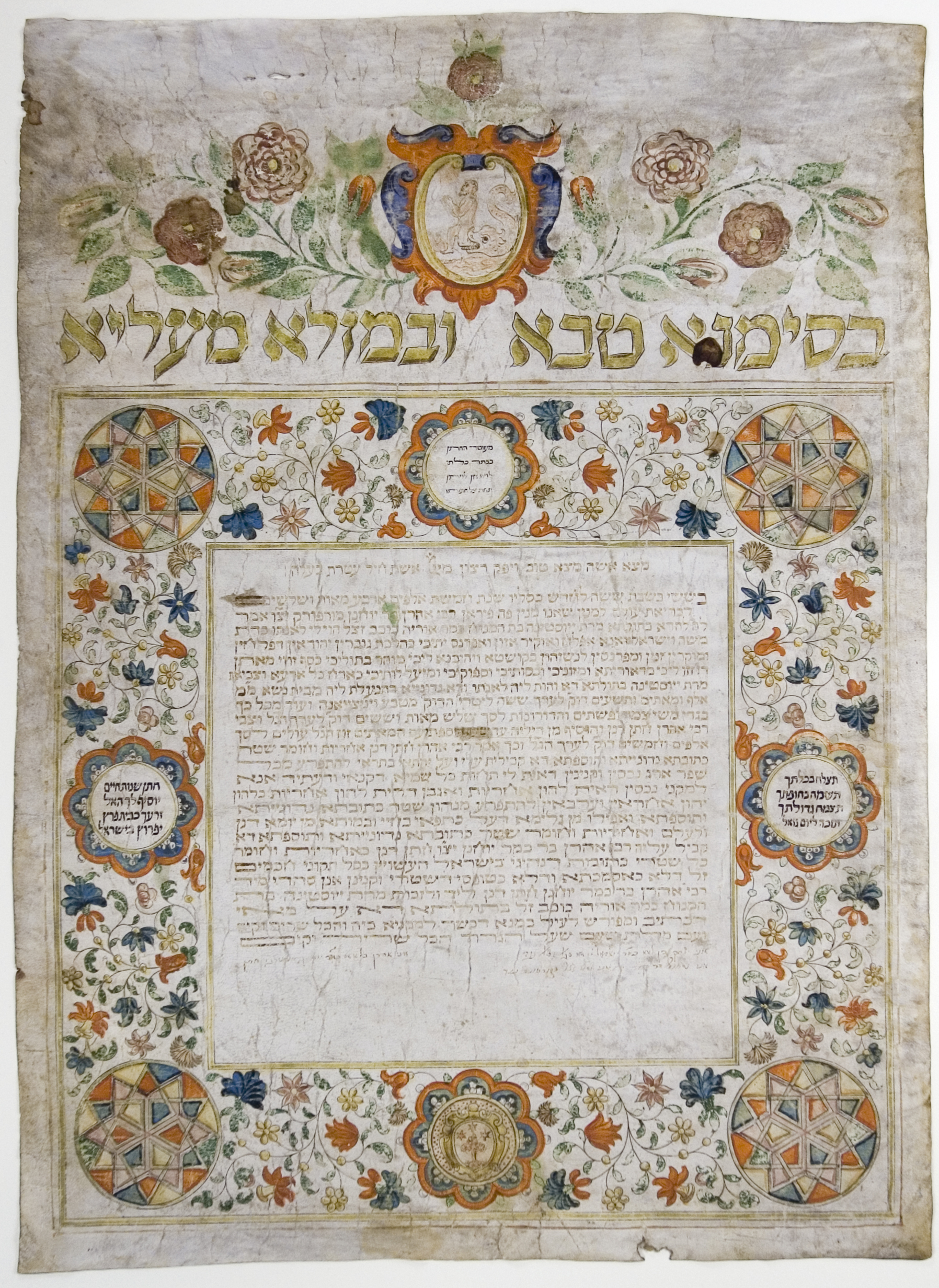
Ктуба (иудейский брачный договор) из Словении

Еврейская община Словении (словен. Judovska skupnost Slovenije, ивр. יהדות סלובניה‎) насчитывает от 400 до 600 человек. Около 130 официально зарегистрированы. Большинство живёт в столице, Любляне. Еврейская община Словении была разрушена во время Катастрофы и так и не была полностью восстановлена. До 2003 года Любляна была единственной европейской столицей без синагоги.

## История общины

### Поздняя античность
Еврейская община Словении существовала до Славянской колонизации Восточных Альп в VI веке нашей эры. Согласно археологическим свидетельствам, первые евреи прибыли на территорию современной Словении во времена Римской империи и поселились в Мариборе и Нижней Крайне. На кладбище в Шкоцянские, Нижняя Крайна, была найдена гравированная менора, датируемая V веком нашей эры.

### Средневековье - Раннее Новое время
В XII веке евреи бежали в словенские земли от бедности в Италии и Центральной Европе. Несмотря на то, что они были вынуждены жить в гетто, многие евреи процветали. Отношения между евреями и местным христианским населением в целом были мирными. В Мариборе евреи были успешными банкирами, виноградарями и мукомолами. В Штирии существовало несколько «Еврейских судов» (Judenhof), которые разрешали споры между евреями и христианами. Исраэль Иссерлейн, который является автором нескольких эссе о средневековой еврейской жизни в Нижней Штирии, был самым важным раввином в то время, проживавшим в Мариборе. В 1397 году еврейские гетто в Радгона и Птуй были подожжены неизвестными антиеврейскими нападавшими.

Первая синагога в Любляне упоминается в 1213 году. Получив разрешение от местных властей (Privilegium), евреи смогли селиться в районе Любляны, расположенной на левом берегу реки Любляницы. Улицы «Židovska ulica» («Еврейская улица») и «Židovska steza» («Еврейский переулок»), которые в настоящее время находятся на этом месте, по-прежнему напоминают тот период. Богатство евреев породило возмущение местной австрийской знати и бюргеров, многие из которых отказывались погашать долги еврейским ростовщикам. Владельцы имений в провинциях Крайна, Штирия и Каринтия начали изгонять евреев уже в XVI веке и продолжали до изгнания последних евреев в 1718 году.

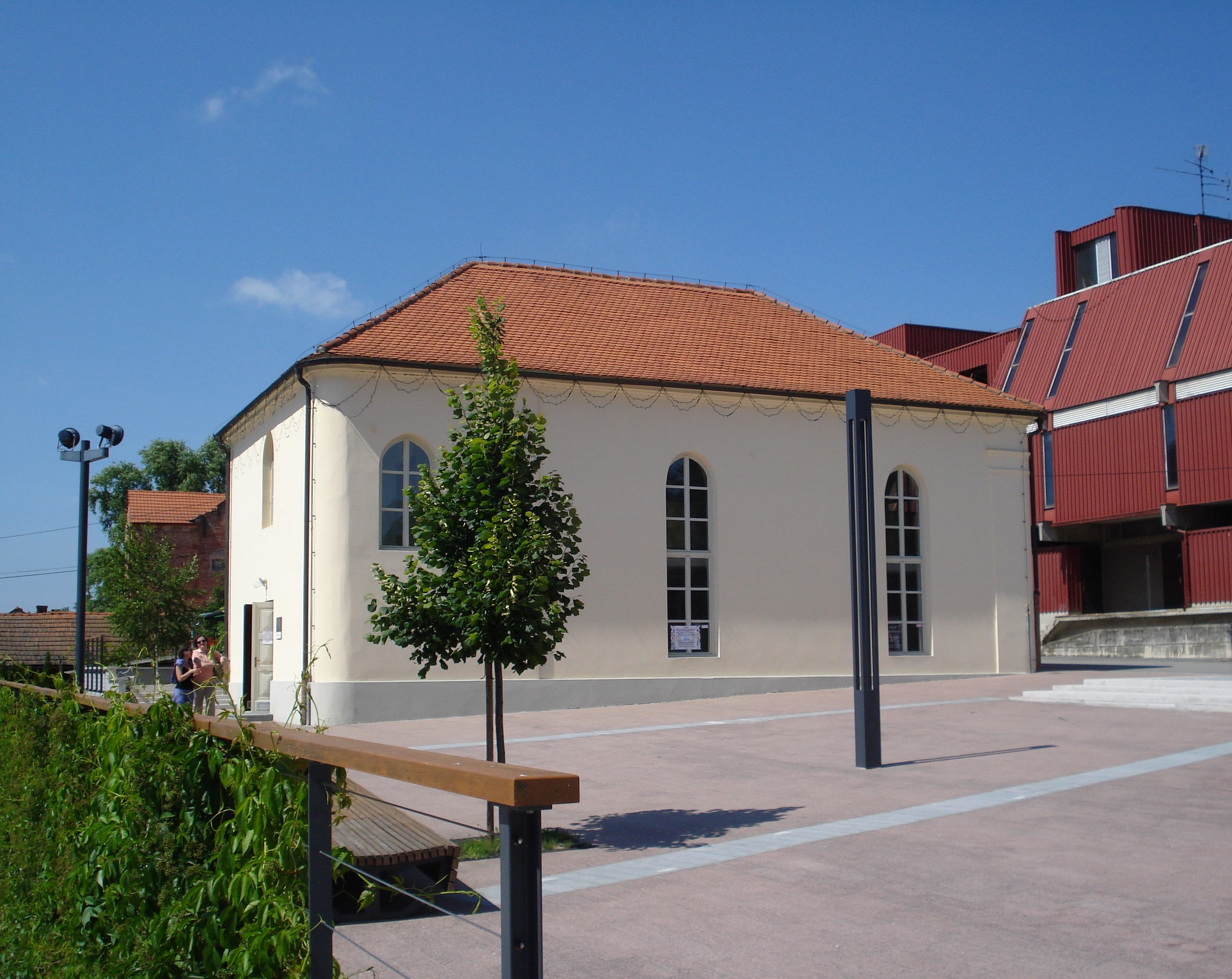
Здание бывшей синагоги в Лендава.

В 1709 году римский император Карл VI, правитель Габсбургской монархии, издал указ, разрешающий евреям вернуться во Внутреннюю Австрию. Тем не менее евреи в то время обосновались только в торговых городах Триест и Гориция. Указ был отменён в 1817 году Францем IІ, евреи получили полное гражданское и политическое право только с австрийской конституцией 1867 года. Территория Словении осталась практически без еврейского населения, за исключением Гориции, Триеста, региона Прекмурья и некоторых небольших городов в западной части графства Гориция и Градиска, население которых говорило в основном на фриульском языке. По данным переписи 1910 года, на территории современной Словении, за исключением региона Прекмурье, жило только 146 евреев.
Немногие евреи решились поселиться в этом районе по причине ярого антисемитизма. В 1920-е годы, после образования Югославии, местная еврейская община объединилась с еврейской общиной хорватского Загреба.
По данным переписи 1931 года насчитывалось около 900 евреев в Драва Бановины, в основном сосредоточенных в Прекмурье, бывшим частью Королевства Венгрии до начала 1919 г. Это явилось причиной того, что в середине 1930-х годов Мурска-Собота стал местом еврейской общины Словении. В течение этого периода еврейское население было активизировано[что?] многими иммигрантами, бежавшими из соседней Австрии и нацистской Германии в более толерантное Королевство Югославия. Тем не менее, антиеврейские законы, принятые во время прогерманского режима Стоядиновича и антисемитский дискурс Антона Kорошеча из консервативной словенской народной партии сделали Словению неблагоприятной страной для убежища.
Согласно официальным данным, число самопровозглашённых евреев в югославской Словении к 1939 г. выросло до 1533. В том же году 288 евреев были зарегистрированы в Мариборе, 273 в Любляне, 270 в Мурска Собота, 210 в Лендава и 66 в Целе. Остальные 400 евреев разбросаны по всей стране, четверть из которых в регионе Прекмурье. До начала Второй мировой войны в Словении действовали две синагоги, одна в Мурска Собота и одна в Лендава. Общее число евреев до вторжения Оси в Югославию в апреле 1941 года, по оценкам, составляло около 2500 человек, включая крещёных евреев и беженцев из Австрии и Германии.

### Холокост
Еврейская община, которая была очень мала ещё до Второй мировой войны и Холокоста, сократилась ещё сильнее в результате оккупации нацистами в период между 1941 и 1945 годами. Евреи в северной и восточной части Словении, которая была присоединена к нацистской Германии, были депортированы в концентрационные лагеря ещё в конце весны 1941. Очень немногие выжили. В Любляне и в Нижней Крайна, которые попали под итальянскую оккупацию, евреи были в относительной безопасности до сентября 1943 года, когда большая часть зоны была оккупирована немецкими войсками. В конце 1943 года большинство из них были депортированы в концентрационные лагеря, хотя некоторым из них удалось бежать к зонам освобожденным югославским партизанским сопротивлением. Евреев Прекмурье, где большинство словенского еврейства жили ещё до Второй мировой войны, постигла та же участь, что и евреев Венгрии. После немецкой оккупации Венгрии почти всё еврейское население региона Прекмурье было депортировано в Освенцим. Выжили немногие.

### Послевоенное время

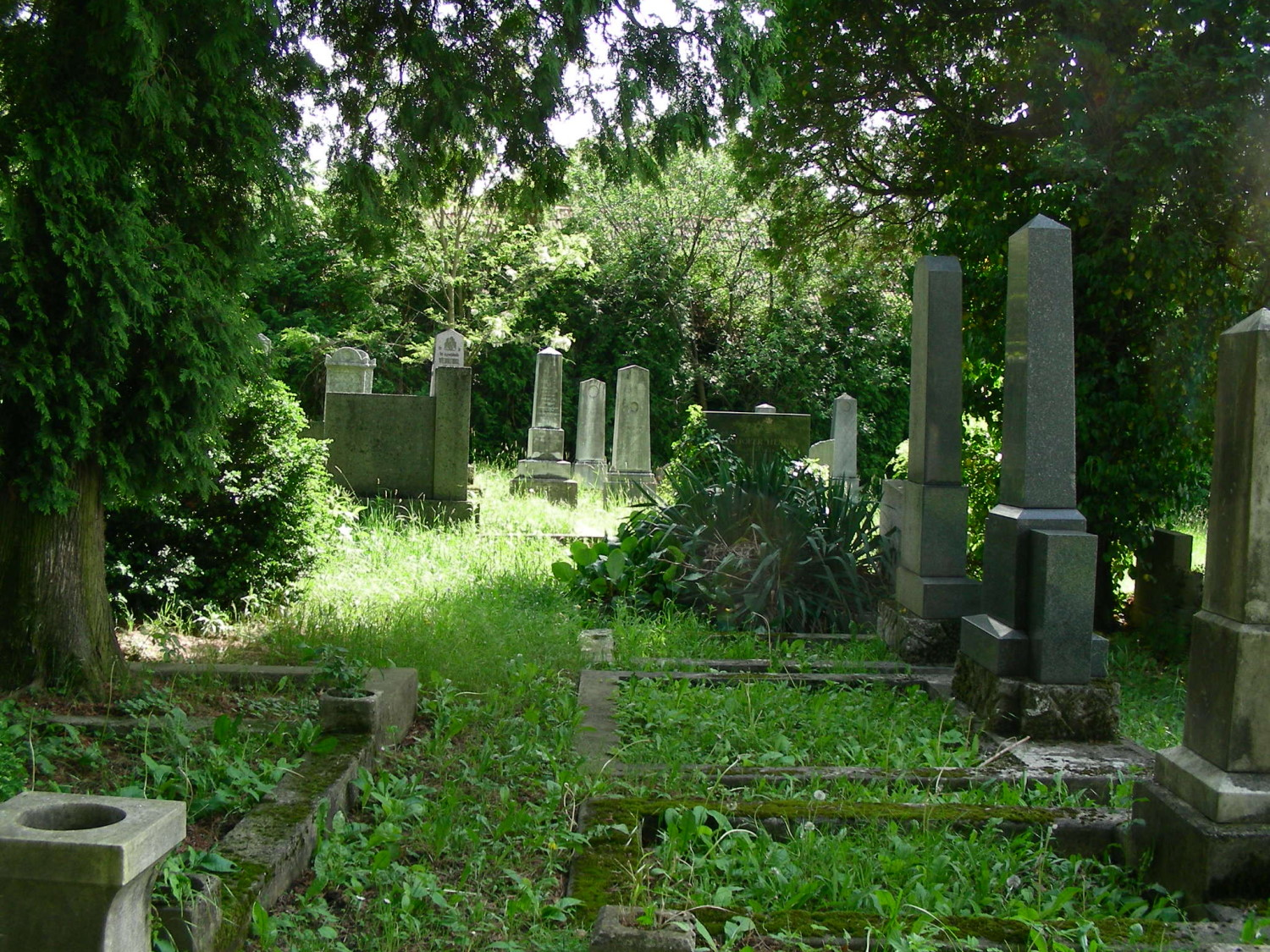
еврейское кладбище в Лендава, в восточно-словенском районе Прекмурье.

При социалистическом режиме в Югославии еврейская община насчитывала менее 100 человек. В 1953 году синагога Мурска Собота, единственная уцелевшая после Катастрофы, была уничтожена местными властями. Многие евреи были изгнаны из Югославии как «этнические немцы» и большая часть еврейского имущества была конфискована. Еврейская община в Любляне была официально реформирована после Второй мировой войны. Её первым президентом был Артур Кон, а затем Александр Шварц, а с 1988 года — Роза Фертиг. В 1969 по она насчитывала только 84 членов, её численность продолжала сокращалаться из-за эмиграции. В 1960-х - 1970-х годах произошло возрождение еврейской темы в словенской литературе. Самым известным еврейским автором, который писал на словенском была Берта Божети. Другие авторы — Мириам Штайнер и Злату Медик-Вокач.

### После 1990 года
Согласно данным на ноября 2016, современная еврейская община насчитывает от 400 до 600 человек, хотя только 130 являются членами еврейской общины Словении. Община состоит из евреев ашкеназов и сефардов. В 1999 году был назначен первый с 1941 года главный раввин, до этого религиозные услуги предоставлялись еврейской общиной Загреба. Нынешний главный раввин Словении, Ариэль Хаддад, находится в Триесте и является членом религиозного движения Любавичских хасидов, нынешним президентом еврейской общины является Андрей Козар Бек.
Начиная с 2000 года наблюдается заметное возрождение еврейской культуры в Словении. В 2003 году была открыта синагога в Любляне. В 2008 году была основана ассоциация Isserlein, с целью сохранения наследия еврейской культуры в Словении. Она организовала несколько публичных мероприятий, которые получили положительные отклики со стороны СМИ. Также значительно возрос общественный интерес к еврейскому историческому наследию в Словении. В 2008 году еврейское кладбище в Рожна Долина (словен. Rožna Dolina) недалеко от Нова Горица, было восстановлено благодаря усилиям местной демократической партии, а также помощи со стороны еврейской общины Горицы и американского посольства в Словении. В январе 2010 года в Мурска-Собота, был открыт первый памятник жертвам Холокоста. В 2015 году синагога в Мариборе была объявлена национальным памятником Словении.